# يان غوغيغان
يان غوغيغان (بالإنجليزية: Ian Geoghegan)‏ هو سائق سيارة سباق أسترالي، ولد في 26 أبريل 1940 في سيدني في أستراليا، وتوفي بنفس المكان في 19 نوفمبر 2003.